# Arquitetura pós-moderna
A arquitetura pós-moderna é um termo genérico para designar uma série de novas propostas arquitetônicas cujo objetivo foi o de estabelecer a crítica à arquitetura moderna, em voga a partir do ano de 1929 com o início da crise da Grande Depressão até o final da Década de 1970. Seu auge é associado à Década de 1980 em figuras como Robert Venturi, Philip Johnson e Michael Graves nos Estados Unidos, Aldo Rossi na Itália, e na Inglaterra James Stirling e Michael Wilford, entre outros.
Os arquitetos pós-modernos utilizaram uma série de estratégias para estabelecer a crítica do modernismo, principalmente a sua versão mais difundida e homogênea: o estilo internacional. Entre estas estratégias a principal foi a reavaliação do papel da história, reabilitada na composição arquitetônica, principalmente como meio de provocação e crítica à austeridade do modernismo. Philip Johnson (antes um ávido defensor do estilo internacional), por exemplo, adotou uma postura irônica em seus projetos utilizando um "armário antigo" como referência formal para o seu edifício da AT&T em Nova Iorque. Outros arquitetos adotaram padrões de ornamento e formas de composição antigas. A cidade histórica foi reestudada em busca da reabilitação da escala humana no urbanismo por Léon Krier, entre outros.
Outras tendências podem ser associadas aos pós-modernos, como o interesse pela cultura popular e a atenção para o contexto de inserção do projeto. Robert Venturi, por exemplo, chamou atenção para as muitas formas de arquitetura vernacular (produzidas segundo uma estética da cultura popular) em seu livro Aprendendo com Las Vegas. Aldo Rossi, por sua vez, preocupou-se com a relação entre o novo projeto e os edifícios existentes acompanhando a escala, altura e modulação destes. Esta postura de congregação entre o novo e o antigo convencionou-se chamar de contextualismo.

## História

### Década de 1960
As críticas à arquitetura moderna ganharam força nos anos 60 através de figuras como a socióloga e ativista política Jane Jacobs e o arquiteto e matemático Christopher Alexander. Ambos criticam através de observações sociológicas a escala monumental e a impessoalidade do modernismo. Suas críticas, dirigidas principalmente à visão urbanística anterior, apontam a desagregação das comunidades e das relações humanas como resultado dos preceitos modernos.
Em sua expressão inicial as tendências pós-modernas estão ligadas ao movimento de contracultura nos anos 60.

## Décadas de 1970 e 1980

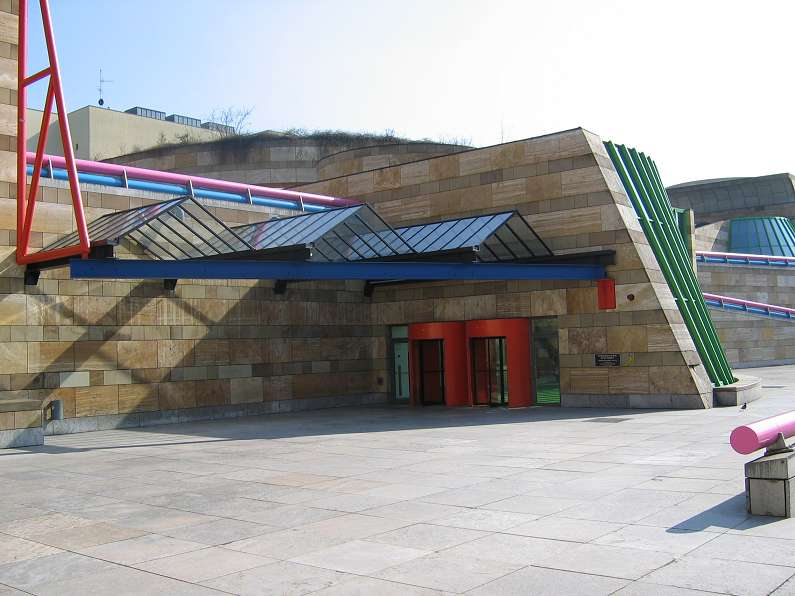
Museu de Stuttgart, James Stirling

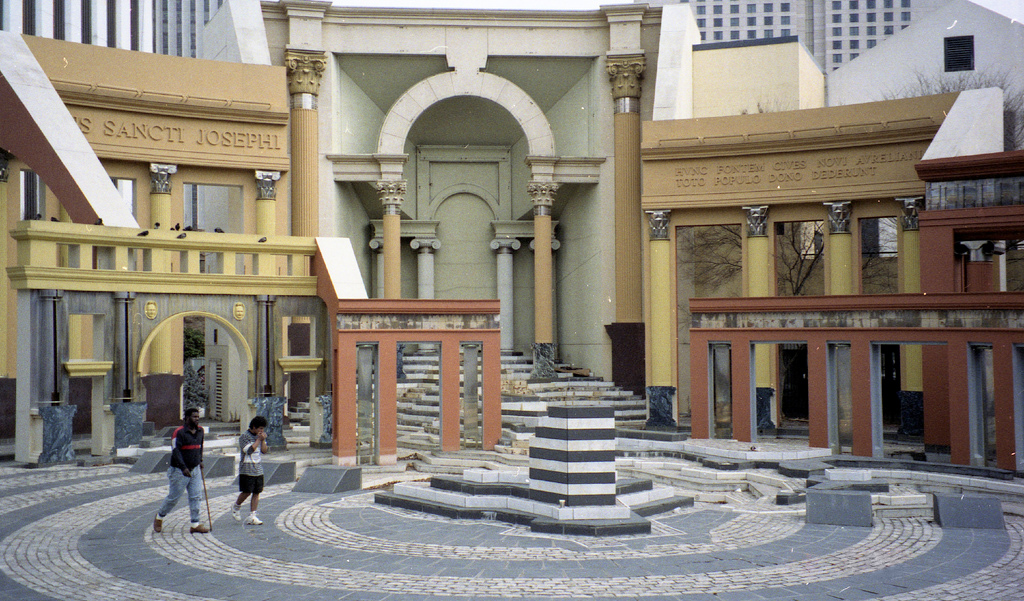
Piazza d'Italia, em Nova Orleans, de Charles Moore.

A imagem que temos hoje da arquitetura pós-moderna é associada principalmente à década de 80. Alguns elementos utilizados nos projetos desta época fizeram da pós-modernismo imediatamente reconhecível como estilo, mas foram responsáveis também pela criação de uma imagem estereotipada e caricatural do "movimento". O uso irônico exagerado de referências históricas, a repetição sem critério do uso do frontão como elemento de coroação do prédio, ou a explosão de cores (estas características podem ser observadas na Piazza d'Italia de Charles Moore ), são alguns desses elementos. Estes foram compreendidos como um estilo a ser repetido e não como crítica à austeridade sisuda do chamado modernismo.
O pós-modernismo na arquitetura tem também uma forte ligação com os espaços comerciais e sua expressão máxima: o centro comercial, como por exemplo o Norte Shopping em Matosinhos, onde se nota uma clara referência eclética ao passado. Esta ligação fez com que o estilo fosse associada à nova cultura do consumo, representando valores passageiros e menores. Esta noção foi reforçada pela adoção do estilo por grandes empresas internacionais, que buscavam uma nova imagem corporativa. O edifício da AT&T de Philip Johnson é o principal exemplo desta tendência.

## Urbanismo
Algumas tendências urbanísticas surgiram junto com as novas expressões arquitetônicas. Entre elas está o Novo urbanismo e grandes projetos de revitalização urbana como o IBA, em Berlim.

## Outros pós-modernismos

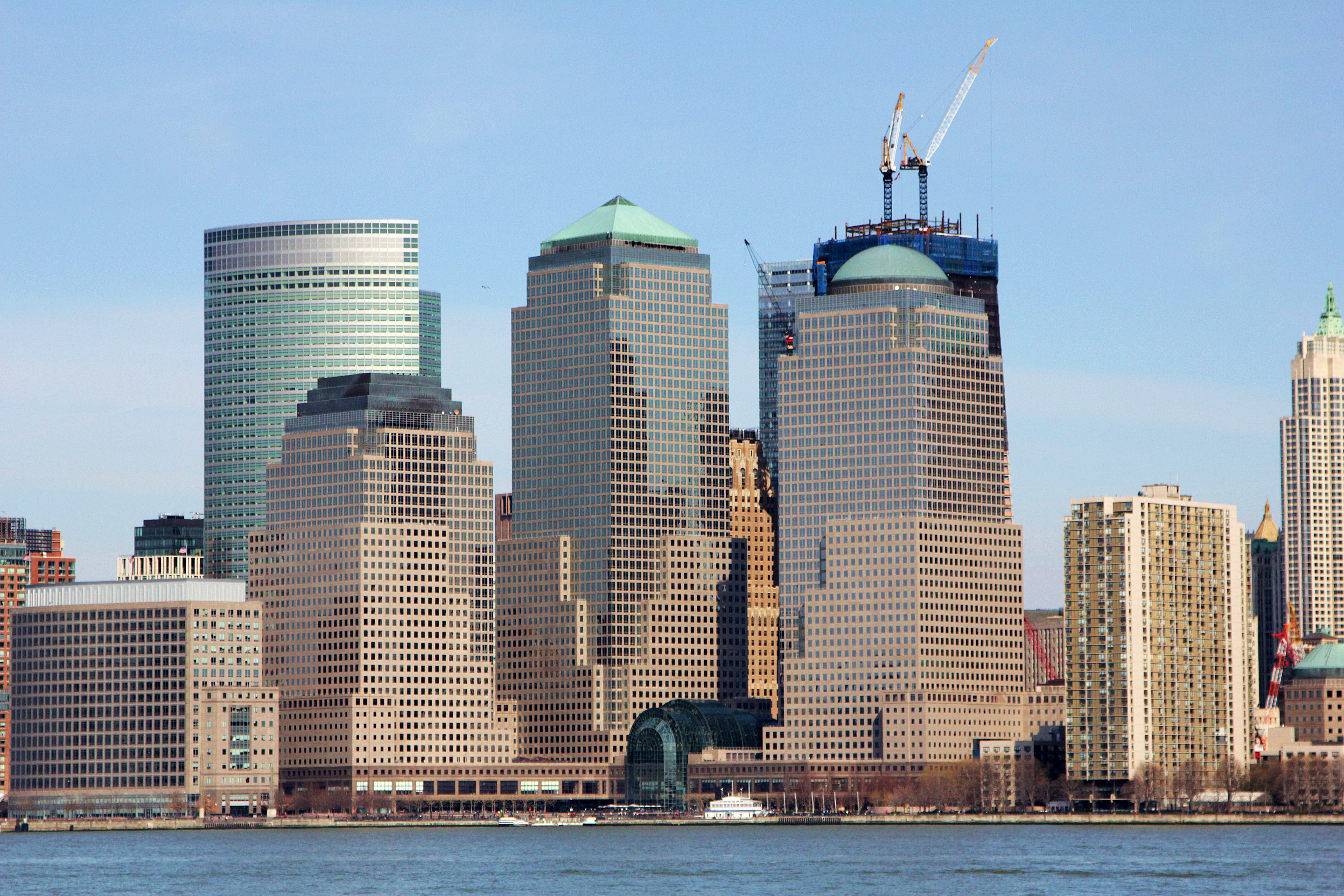
Brookfield Place em Nova Iorque.

A arquitetura comercial e corporativa, difundida através de alguns elementos estilísticos não é a única expressão do pós-modernismo. Outras propostas teóricas, baseadas na filosofia estruturalista, surgiram no final dos anos 70 e início dos anos 80. Este movimento paralelo ao "pós-modernismo de cunho histórico" procurou novas bases formais e abstratas para o desenvolvimento do projeto, encontrando em filósofos como Jacques Derrida e Gilles Deleuze seu suporte teórico.
São expoentes das novas experiências estruturais os arquitetos Bernard Tschumi e Peter Eisenman, entre outros. Ao final dos anos 80, o termo arquitetura desconstrutivista englobava estes e outros arquitetos, apagando diferenças fundamentais e transformando os esforços individuais em um movimento genérico e de aparência homogênea. Ironicamente, esta nova arquitetura crítica era reduzida a algumas características estilísticas como o Estilo Internacional fez com as expressões modernas.
Os primeiros projetos denominados desconstrutivistas têm em comum a utilização da grelha (grade) conceitual. Sobre esta, são efetuadas transformações e distorções que se fazem explícitas no projeto final. O Parc de la Villette, de Bernard Tschumi é exemplo desta tendência. Outro exemplo desta estratégia é o Wexner Center for the Arts, de Peter Eisenman. Sob alguns aspectos, esta arquitetura estruturalista estabelece a continuidade da base formal do modernismo.

## Pós-modernismo no Brasil

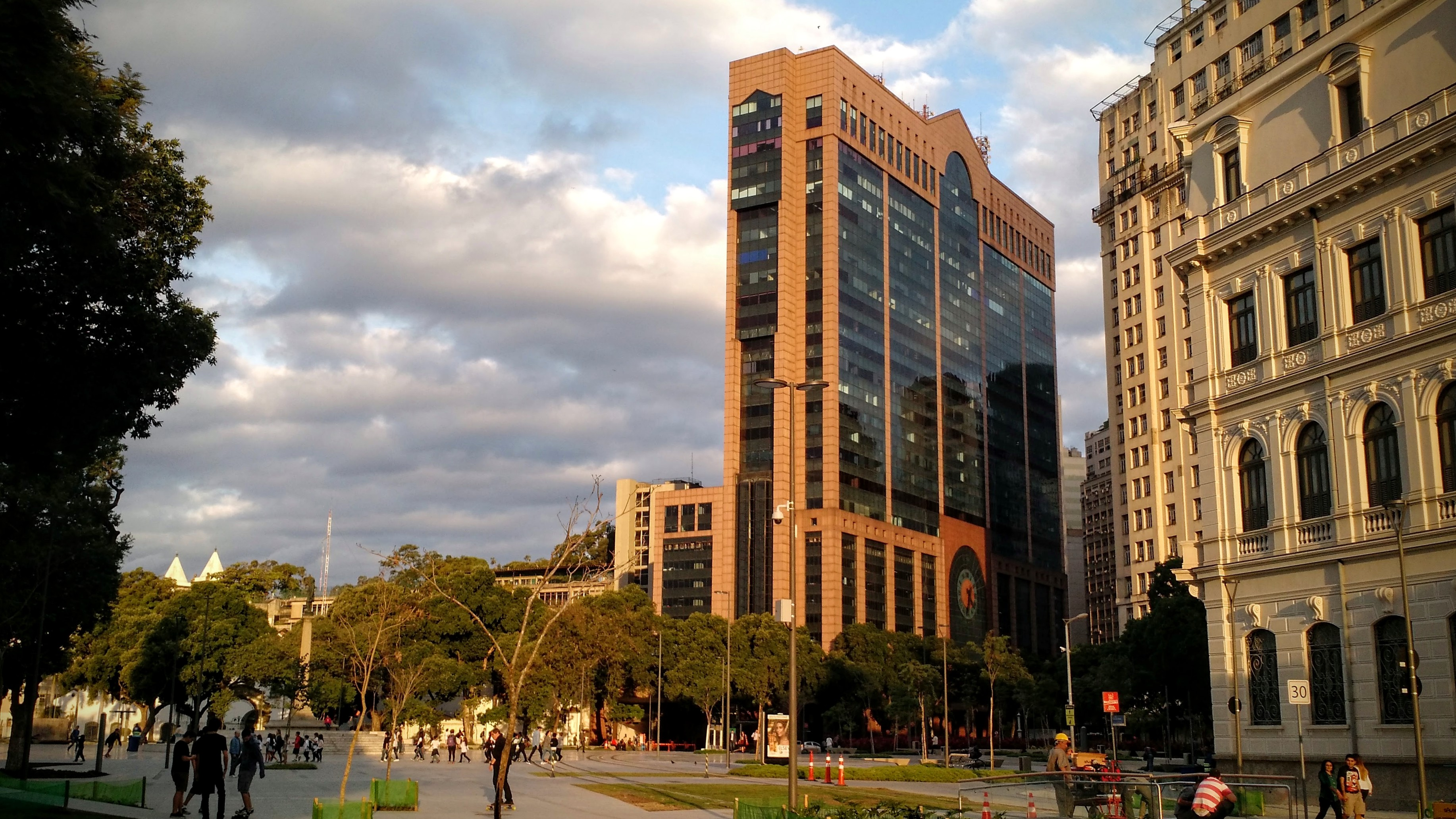
Edifício Rio Branco 1 no Rio de Janeiro.

O pós-modernismo tem muito impacto na Europa nos Estados Unidos, no Brasil não existiu o debate com o mesmo vigor e a grande tradição moderna, mesmo bastante desgastada, não permitiu muito espaço para uma crítica de qualidade da produção arquitetônica.
Apesar de no Brasil não haver tamanha representatividade na arquitetura pós-moderna, houve discussões em diversas áreas. Como exemplo tem-se Vilanova Artigas, que mesmo não tendo se desvencilhado completamente do Movimento Moderno, já mostrou-se crítico e insatisfeito. 
A chamada "arquitetura pós moderna" brasileira se reflete em grande parte na adoção dos elementos formais mais óbvios da manifestação norte-americana do "movimento". No Rio de Janeiro seu exemplo mais conhecido talvez seja o edifício Rio Branco 1, projeto de Edison Musa, que repete o uso do frontão - que se tornou uma marca de Philip Johnson - e subdivide o edifício em base, corpo e coroamento (como na divisão clássica). Igualmente, o arquiteto mineiro Éolo Maia adota como estilo alguns elementos da arquitetura do americano Michael Graves entre outros (Maia utilizou um largo repertório de referências em sua arquitetura).
Ainda que criticada pela fragilidade de sua base teórica, a adoção do "pós-modernismo" como estilo teve o importante papel de atenuar a hegemonia da arquitetura moderna no Brasil, apontando a possibilidade de novos rumos.